# 히지카타촌
히지카타촌(일본어: 土方村)은 일본 시즈오카현 오가사군에 속했던 촌이다.

## 역사
- 1889년 4월 1일 - 정촌제 시행에 의해 기토군 히지카타촌이 성립하였다.
- 1896년 4월 1일 - 기토군, 사야군이 합병해 오가사군이 되었다.
- 1955년 4월 1일 - 사즈카촌, 히지카타촌이 합병해, 기토촌이 성립하였다.